# چری ئی۳
چری ئی۳ (انگلیسی: Chery E3) یک نوع خودروی سدان کامپکت کوچک است که توسط چری اتومبیل عرضه می‌شود. فیس لیفت این خودرو هم‌اکنون با نام آریزو ۳ در حال تولید است. این خودرو برای اولین بار در دوازدهم سپتامبر ۲۰۱۳ معرفی شد. قیمت این خودرو در بازار چین از ۵۶٬۸۰۰ یوآن تا ۶۹٬۸۰۰ یوآن است.

## نگارخانه

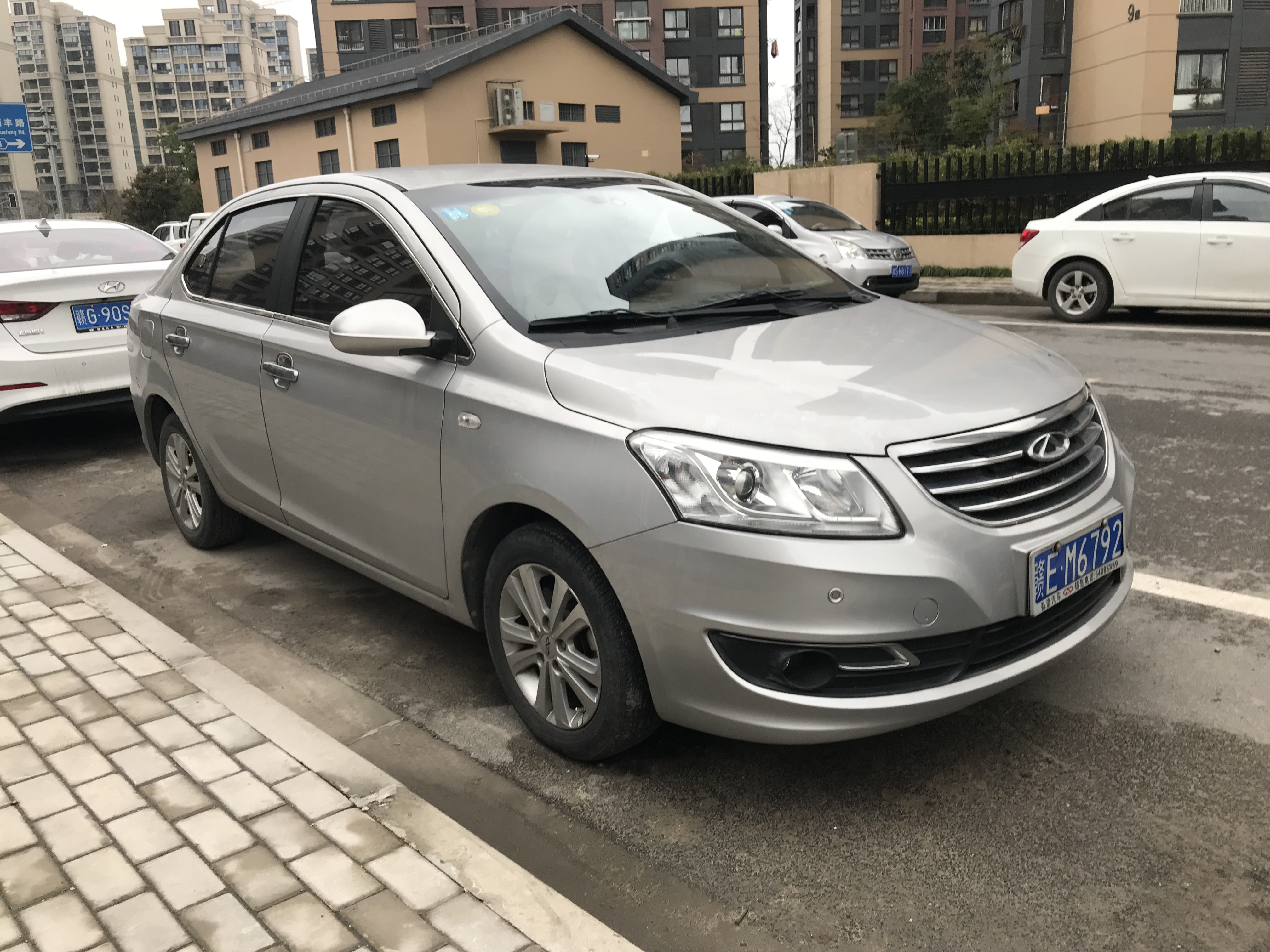
نمای جلو
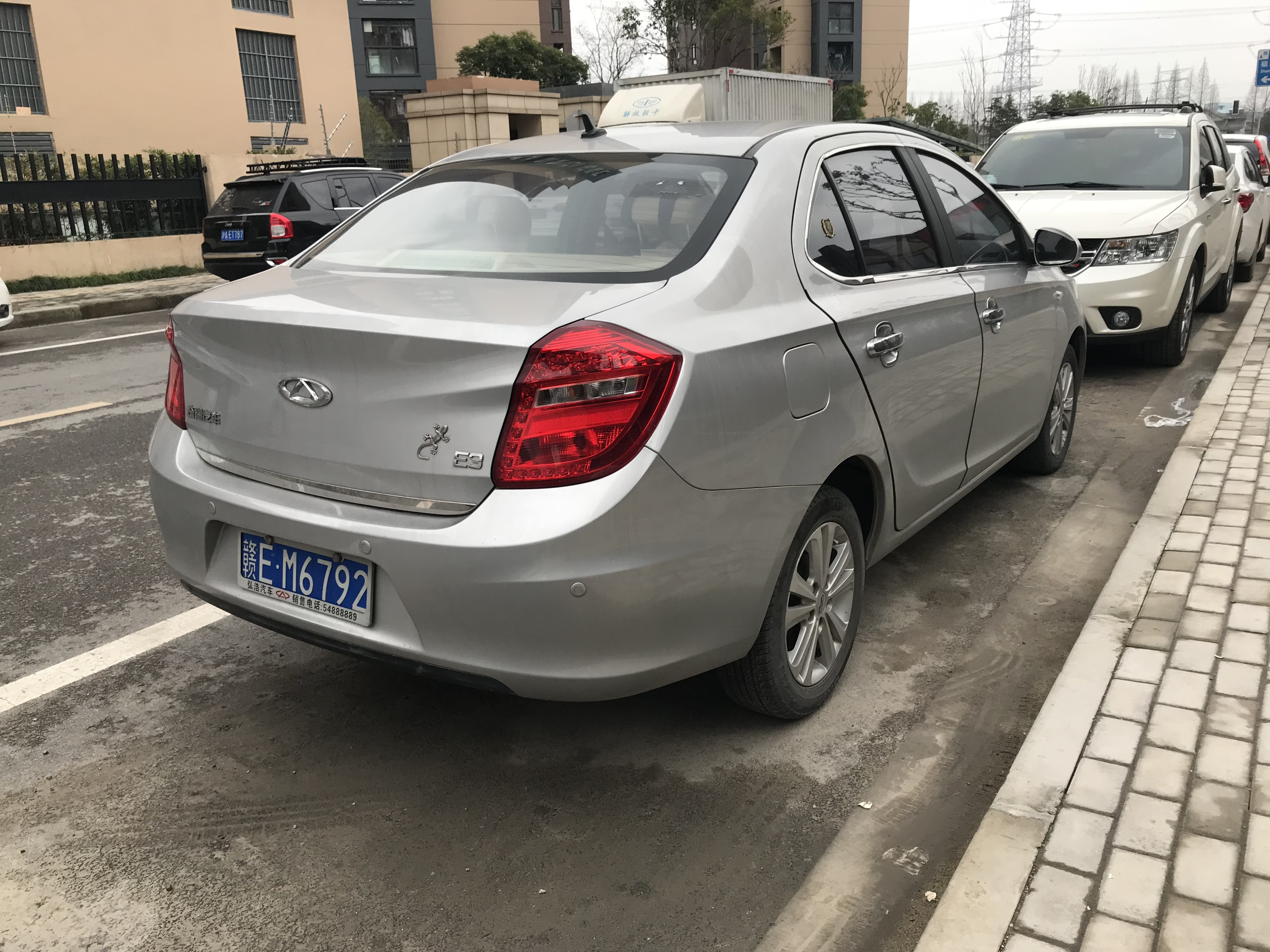
نمای عقب
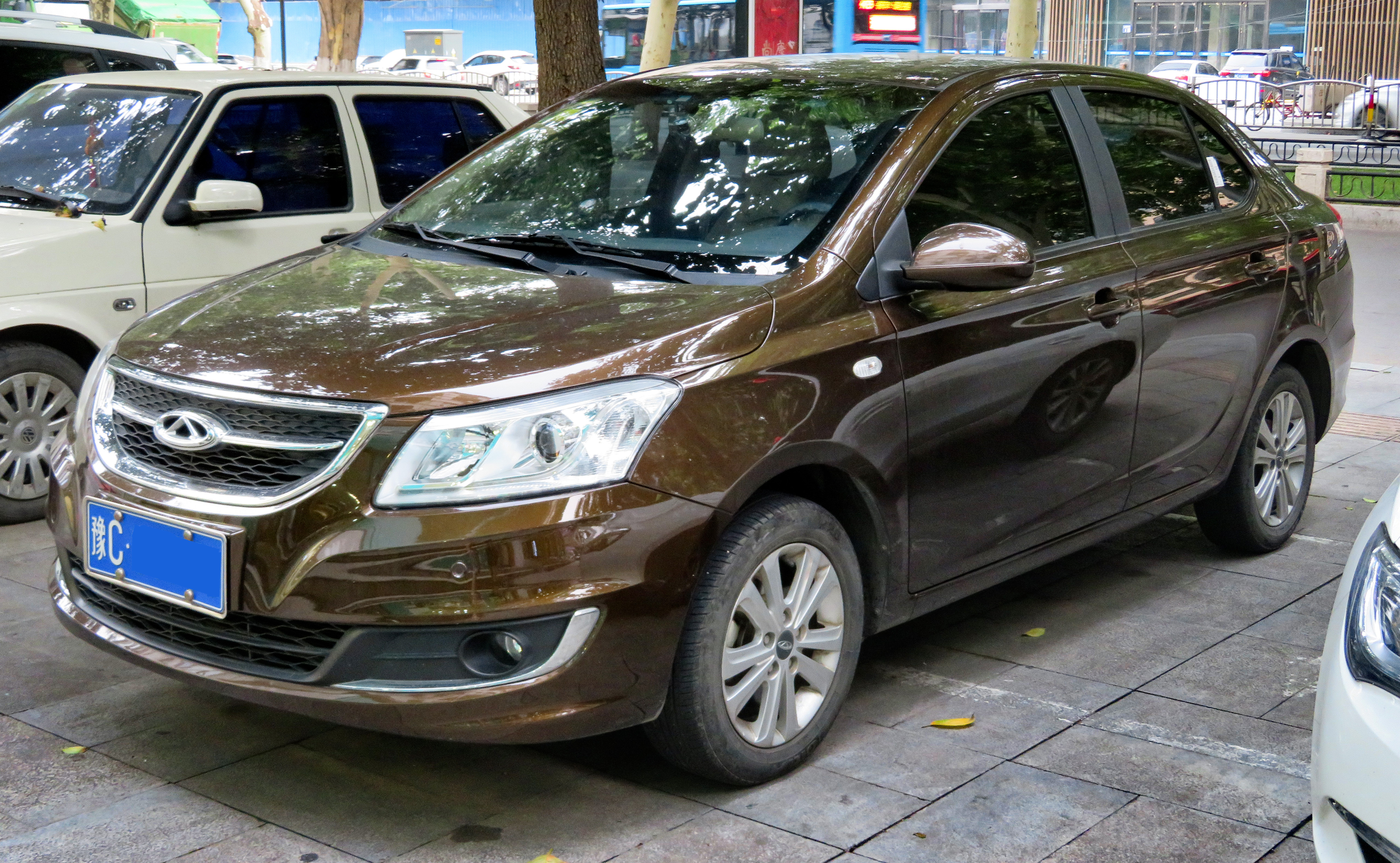
نمای جلوی نسخهٔ فیس لیفت